# Меншиковский дворец (Санкт-Петербург)
Меншиковский дворец (филиал Эрмитажа — дворец Меншикова, в реестре культурных памятников — дворец Меншикова А. Д.) в Санкт-Петербурге был построен для приближенного императора Петра Первого, первого генерал-губернатора Санкт-Петербурга Александра Даниловича Меншикова в качестве жилого и административно-общественного здания.
Дворец выполнен в стиле петровского барокко и является первым каменным зданием Санкт-Петербурга. В составе комплекса были также деревянный Посольский дворец, мазанковая церковь Воскресения и каменный двухэтажный дом управляющего, образовавшие небольшой городок на острове в окружении садов и парков. До настоящего времени дошло только каменное здание дворцового комплекса.
Авторы проекта — приглашённые зодчие Д. М. Фонтана и Г. И. Шедель. После опалы Меншикова дворец был изъят в казну и превращён в закрытое военное учебное заведение. После реставрации в 1981 году передан Эрмитажу, открыта экспозиция «Культура России первой трети XVIII века».

## История

### Предыстория
В результате Северной войны к России были присоединены новые земли на побережье Финского залива и в устье Невы, одиннадцатая часть которых была отдана сподвижнику Петра Великого и талантливому полководцу Северной войны Александру Меншикову. Среди них числились территория городской усадьбы, а также загородной резиденции.

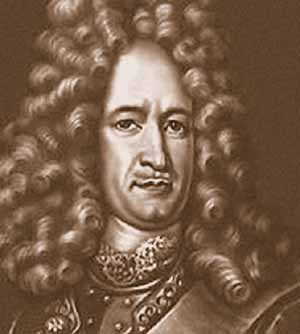
Александр Данилович Меншиков — основатель и первый владелец дворца
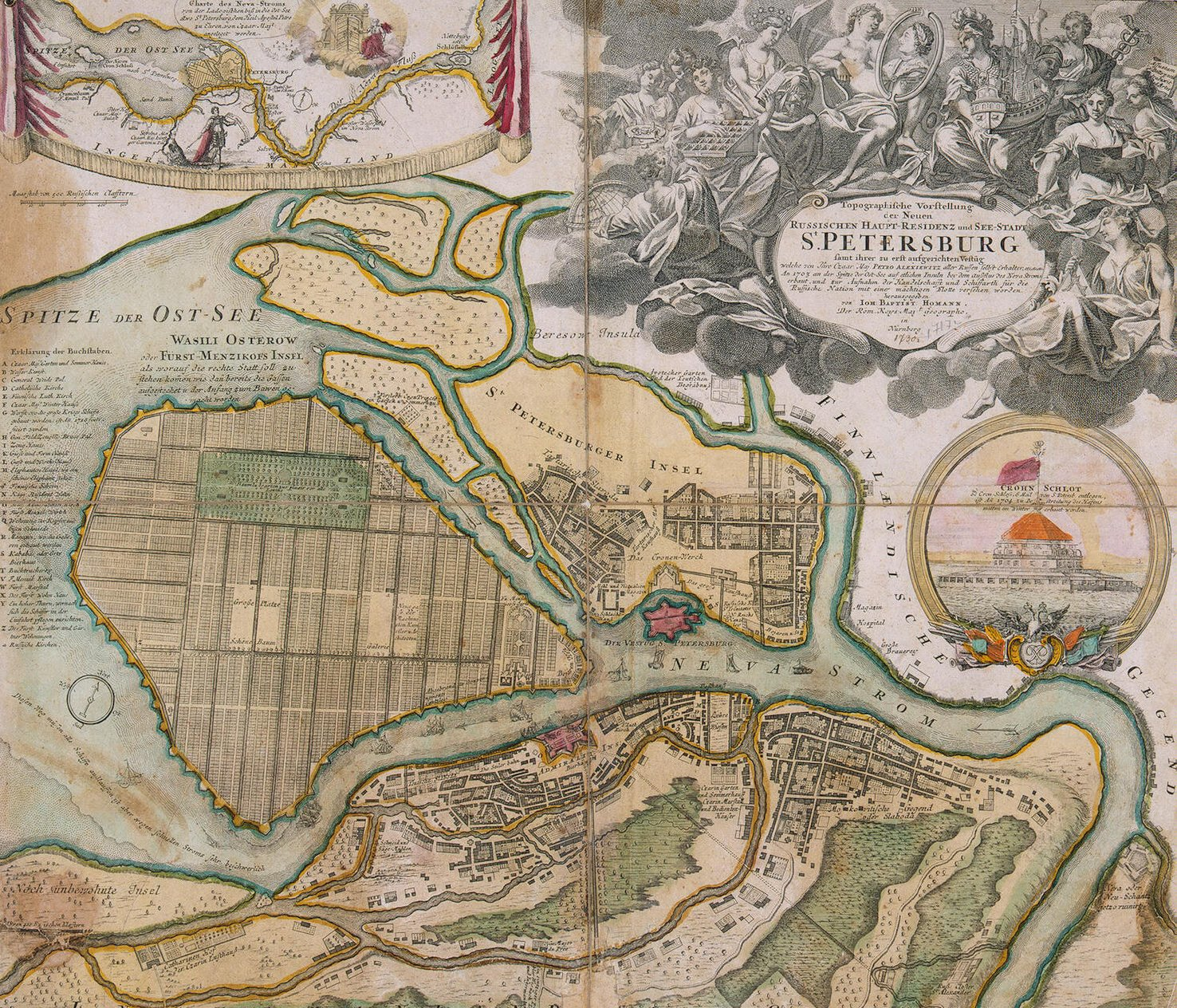
Генеральный план Петербурга, 1730 год

### Петровское время

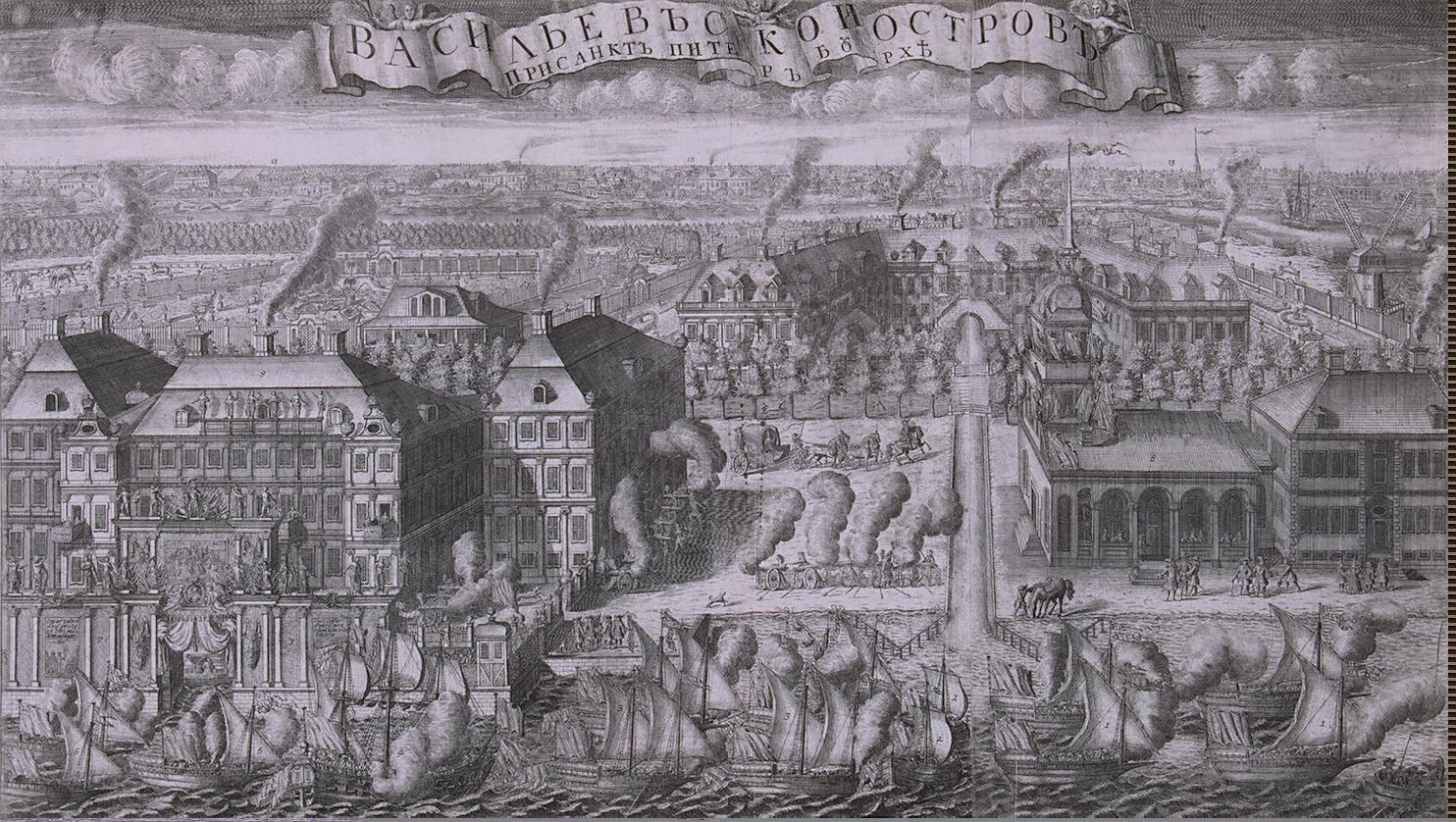
Усадьба Меншикова и посольский дворец по соседству — гравюра А.Зубова, 1715

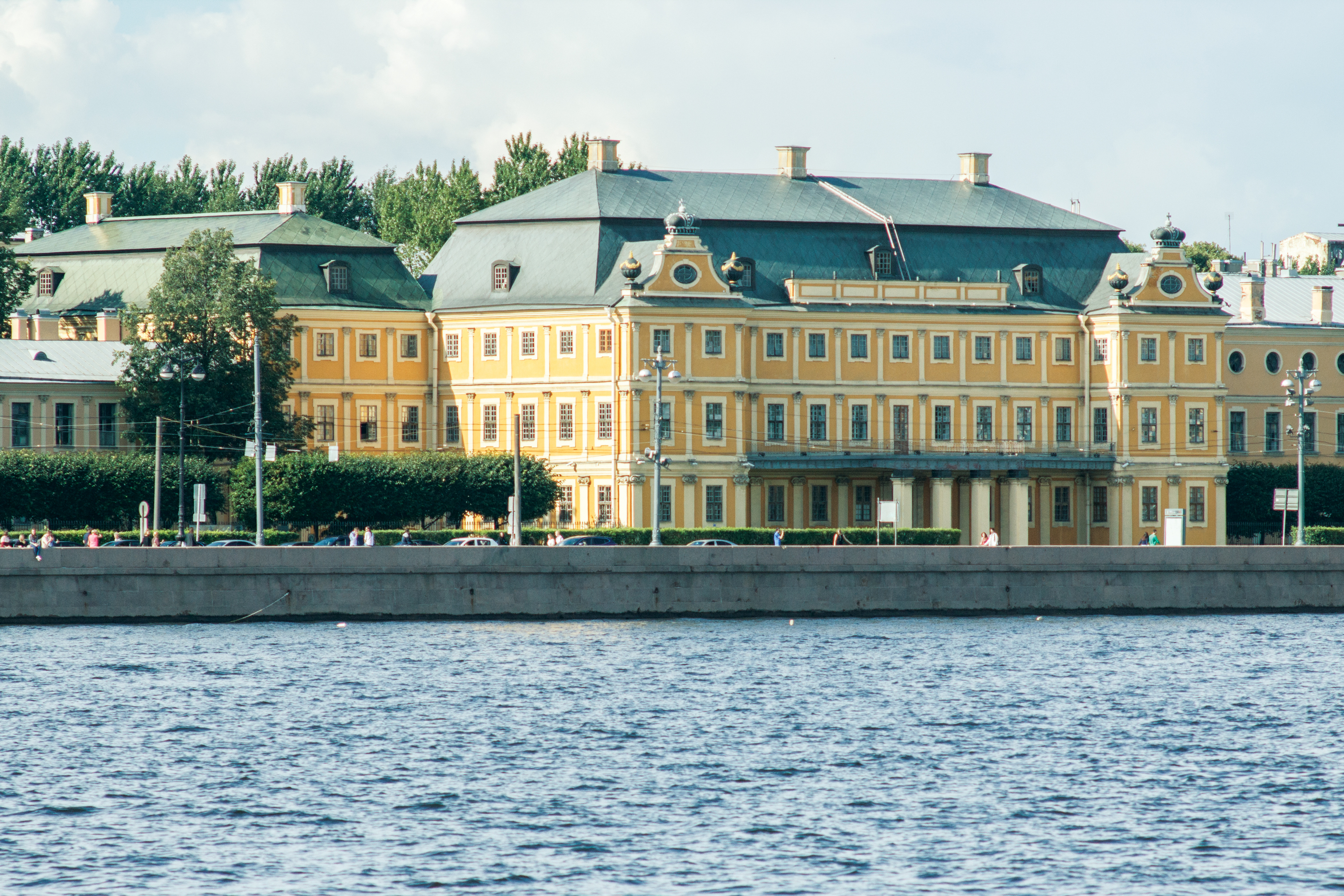
Вид на Меншиковский дворец со стороны Английской набережной

Строительство дворца началось в мае 1710 года по проекту Джованни Мария Фонтаны, которого в 1713 году сменил «палатного и гипсового дела мастер» Готфрид Иоганн Шедель. В 1711 году, когда была завершена первая очередь строительных работ, Меншиков отпраздновал новоселье, согласно «Юрналу» Петра I, 1 октября. K 1714 году большинство строительных работ было завершено, однако отделка интерьеров велась до 1727 года, когда светлейший князь был отправлен в ссылку.
Усадьба светлейшего князя с цветником и садом протянулась через весь Васильевский остров от Большой до Малой Невы. На её территории располагались бани, медоварня, хлебопекарня, кузница. Французский путешественник О. де ля Мотре, осмотрев дворец, назвал его главным украшением Васильевского острова. Царь Пётр Первый называл этот дворец Посольским домом (здесь давали аудиенции иностранным послам) и проводил там почти все праздничные пиры и торжественные обеды. В Меншиковском дворце свадьбу сыграла будущая российская императрица Анна Иоанновна с герцогом Курляндским.
Здесь же в 1726 году в присутствии императрицы Екатерины Алексеевны праздновалась помолвка дочери Меншикова Марии с Петром Сапегой. Брак, однако, не состоялся, так как вскоре Меншиков решил выдать дочь замуж за будущего императора Петра II.
К 1727 году дворец представлял замкнутый четырёхугольник с двумя внутренними дворами и выездами на север, восток и запад. Центральный корпус, выходящий на берег Невы, — четырёхэтажный с высокой мансардой, крытой железом. С западной стороны примыкали двухэтажное крыло-галерея и «наугольные палаты», под зеркальное восточное крыло был лишь заложен фундамент. Западный и восточный флигеля, также четырёхэтажные, замыкались двухэтажными дворовыми. Главный вход был на высокое крыльцо с портиком на деревянных колоннах, выделенное балюстрадой со статуями поверх стены. Боковые ризалиты были завершены барочными фронтонами с вазами и княжескими коронами.
В строительстве принимали участие Трезини, Б.-К. Растрелли, Маттарнови и Леблон. Среди русских ремесленников — суздальские каменщики, костромские штукатуры, козловские и тамбовские плотники, столяры Дементий Иванов и Федот Максимов, резчики Фёдор Ульянов и Ерофей Савельев, художники Андрей Петров и Савелий Родионов, кафельник Василий Яковлев и другие.

### Кадетский корпус
В 1727 году князь Меншиков был обвинён в государственной измене и казнокрадстве и сослан в Берёзов. Его дворец и все имущество поступили в ведение Канцелярии от строений.
В 1731 году архитектор Доменико Трезини перестроил здание для Сухопутного Шляхетского корпуса (с 1800 года Кадетский), и уже в 1731 году здание и весь огромный земельный участок были переданы в пользование Кадетскому корпусу. Вскоре на территории был выстроен комплекс новых зданий (дома 1, 3, 5 по Кадетской линии).
Позже главный, невский фасад дворца был изменён и получил более упрощенный облик. Вместо мансардной кровли появилась двускатная, вместо центрального аттика со скульптурами — лучковый фронтон. В работах по перестройке дворца под нужды Кадетского корпуса во второй половине XVIII века участвовали Иван Старов, Василий Баженов, Юрий Фельтен. Интерьеры были также перепланированы, однако уникальные покои с отделкой времен Петра I — четыре комнаты, отделанные голландской плиткой и «Ореховая комната», сохранились.

### Современность
В советское время (с 1927 года) во дворце располагалось Военно-политическое училище им. Энгельса. Перед Великой Отечественной войной в здании находились Военно-транспортная академия РККА и 1-й Юридический институт. В 1966 году было принято решение придать зданию первоначальный облик. Реставрация была завершена в 1981 году. Меншиковский дворец стал филиалом Эрмитажа. С этого времени там находится экспозиция истории и культуры России петровского времени. До нашего времени от Меншиковской усадьбы сохранился только дворец.

### Реставрационные работы
Первая научная реставрация здания прошла ещё в конце XIX века. В 1888—1896 годах под руководством М. А. Иванова, архитектора Кадетского корпуса, и профессора А. А. Парланда восстанавливался первоначальный облик личных покоев хозяина дворца. Настоящее возрождение дворца началось в середине 1950-х годов и связано с именем А. Э. Гессена, подготовившего проект реставрации дворца и руководившего его восстановлением с 1956 по 1974 год. Ещё до начала реставрационных работ научным сотрудником ГИ по охране памятников Ленинграда А. Н. Петровым был проведен сбор документальных сведений по истории дворца. По результатам своей работы в архивах Петров пришёл к выводу, что самобытность памятника архитектуры заключается в гармоничном взаимодействии новых европейских веяний и русских древних традиций. Сотрудниками объединения «Реставратор» в результате натурных обследований дворца были выявлены оригинальные элементы фасадов и интерьеров (перекрытия из дерева, полы из фигурного кирпича, потолочные своды, каменные и деревянные капители).
Реставрационные работы в 1975—1977 годах были продолжены коллективом института «Ленжилпроект» под руководством архитектора ГИОПа Г. Г. Гетманской.
В ходе реставрации фасад здания был восстановлен в формах первой четверти XVIII века. Зданию была возвращена традиционная для петровского барокко высокая с переломом кровля, утрата которой в свое время кардинально изменила силуэт дворца. В начале 2000-х гг. ризалиты здания вновь обрели оригинальный декор — короны и вазоны. Велись работы по восстановлению скульптуры аттика.
Особое внимание в интерьерах дворца обращают на себя: Ореховая — кабинет с облицовкой стен из ореха, великолепная анфилада парадных комнат, Большая палата со шпалерами XVII века и предметами декоративно-прикладного искусства.

## Внешний вид

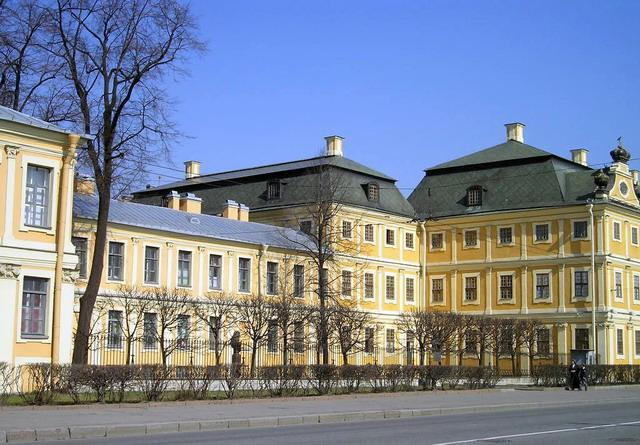
Экстерьер дворца

Дворец представляет собой яркий пример петровского барокко и является уникальным, не имеющим прямых аналогов. Главный фасад здания эффектно подчёркнут пилястрами с каменными капителями и завершается аттиком, в то время как боковые ризалиты — вычурными фронтонами с позолоченными княжескими коронами и вензелями. Венчает строение высокая кровля «с изломом». Парадная акцентирована портиком из деревянных колонн, искусно имитирующих камень или мрамор. Над портиком — лоджия для оркестра, из года в год встречавшего прибывавших по Неве гостей. После постройки боковых двухэтажных флигелей и садовых строений, здание в плане стало замкнутым четырёхугольником.

## Внутреннее устройство дворца[13]

### Концепция
Несмотря на обязательные европейские заимствования, в интерьере Меншиковского дворца достаточно исконно русских деталей. Само его устройство (погреба на цокольном этаже, «детская территория» с отличным от остального дворца декором) говорит об интуитивном соблюдении и переосмыслении мастерами русских традиций. Реставраторы мудро решили не переиначивать исторические варианты отделки, наложенные один на другой и местами под воздействием времени обнажившиеся до первого слоя. Архаичные художественные элементы словно подчиняют сооружение самобытным русским законам. Делают его Меншиковским дворцом, а не отголоском европейских архитектурных мод.
В нескольких помещениях первого и второго этажей дворца в 1981 году открылась экспозиция «Культура России первой трети XVIII века». С этого момента Государственный Эрмитаж постоянно расширяет и дополняет интерьерные экспозиции.

### Цокольный и первый этажи

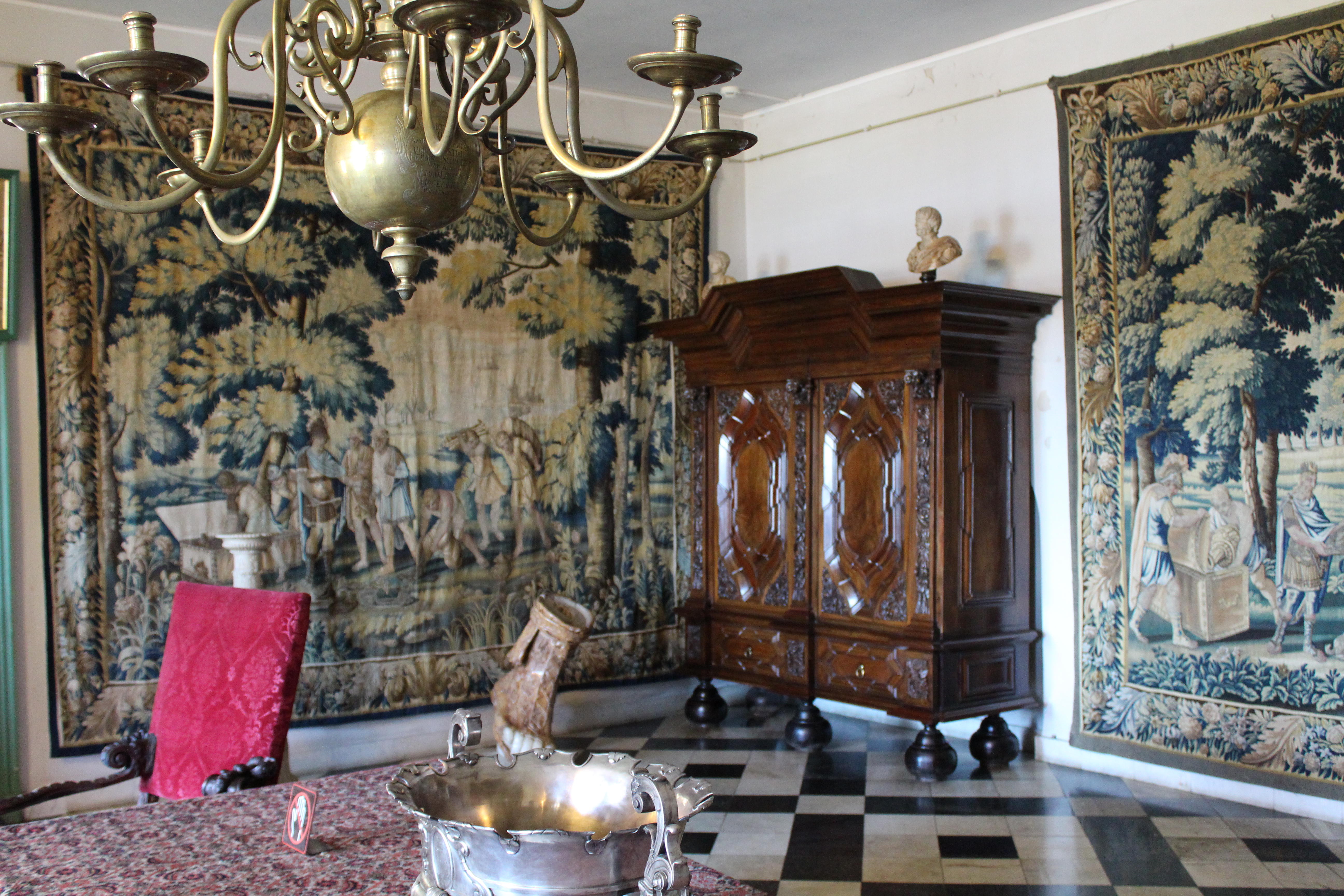
Большая палата. На столе — серебряный сосуд для охлаждения вина, работа амстердамского мастера

Сегодня для всеобщего обозрения представлены далеко не все комнаты Меншиковского дворца. Кирпичный свод цокольного этажа смыкается над служебными помещениями, между тем во времена Меншикова здесь располагалась необъятная винотека Светлейшего. Вина и пиво, подававшиеся на стол при каждой трапезе, хранились в девяти погребах, отдельно русские и заграничные. Также имелись овощные погреба. На цокольном этаже видны несущие конструкции одного из первых каменных зданий города-на-болотах.
Этажом выше располагались три кухни. На месте современной экспозиции — в двух шагах от жилых помещений — точно была не основная из трех. Здесь разогревали и украшали уже готовые блюда. В Поварне представлена коллекция посуды из глины, дерева и металлов. В этом помещении сохранился оригинальный вытяжной шатёр из кирпича. Печь под вытяжным шатром — новинка петровской эпохи, была восстановлена по аналогам. Поварня Меншиковского дворца была больше подобных помещений в Летнем дворце Петра и дворцов Петергофа.
Вероятно, на первом этаже дворца располагались в том числе и парадные помещения. Одно из них — Большая палата. В этом помещении сохранилась небольшая часть оригинального перекрытия из деревянных балок, заклиненных кирпичом. Большую палату украшает серия из пяти шпалер XVII века, на которых представлена история македонского царя Персея. Десюдепорты в технике гризайль, представляющие аллегорические изображения живописи и музыки и поэзии, выполнены нидерландским художником Я. де Витом. Среди скульптуры Большой палаты можно видеть любопытный экспонат — «Ногу колосса» (Италия, XVII век) — интерес к подобным «курьёзам» очень характерен для эпохи барокко.

### Изразцовые интерьеры
Меншиковский дворец одним из первых в Петербурге «вобрал» в себя появившуюся во Франции моду на изразцовые интерьеры. Бело-синие расписные керамические плитки (неправильно называемые изразцами) задавали тон восточной части дворца, где во флигеле находились детские. Светлейший князь велел выписать голландскую плитку в количестве 50 000 штук на «убранство палат».
Сохранилось четыре комнаты, стены и потолки которых покрывают белые плитки, расписанные синим кобальтом. К 1727 году таких комнат было тринадцать. Часть плиток доставили из Голландии, из Делфта, остальные делали на кирпичном заводе в Стрельне и расписывали в мастерских самого Меншикова на Васильевском острове. В отличие от экономных голландцев, русские мастера покрывали плитками сплошь потолок и стены. При «ковровой» кладке на пересечении швов возникал дополнительный узор повторяющихся розеток (в некоторых случаях золочёных) или иных угловых элементов. Считается, что такие интерьеры, сверкающие белизной, усиливали светоносность стен и потолков в хмурые петербургские дни. Во время реставрационных работ 1990-х годов многие утраченные плитки были воссозданы мастерами-керамистами, выпускниками отделения художественной керамики ЛВХПУ им. В. И. Мухиной.
В настоящее время в общей сложности 27 810 расписных плиток украшают стены и потолки четырёх комнат: Варварин покой (лучшие образцы плитки), Кабинет из прихожей, Спальня Меншикова и Предспальня (прихожая). Керамические изображения делятся на восемь смысловых групп и имеют не только художественное, но и прикладное значение.
Варварин покой принадлежал свояченице Меншикова, бессменной воспитательнице и няне для детей своей сестры: Александра, Александры и Марии. В этой комнате сразу обращает на себя внимание кровать с балдахином из камня и темного дерева. Считалось полезным спать полусидя, поэтому вместо подушки использовали валик, а само ложе делали немногим больше человеческого роста. На прикроватной стене расположен гобелен приглушенно зелёного оттенка. Светлой и стройной комната кажется благодаря изразцовой отделке.
Отделка плиткой Варварина покоя — самая лучшая во дворце. Плитки расписаны с большим мастерством, и встроены в сложный интерьер с пилястрами и десюдепортами. Роспись плиток представляет пейзаж, жанр, мифологические сюжеты, фигуры военных и жителей Голландии. Особый интерес представляют плитки с изображениями предметов быта начала XVIII века, расширяющие наши знания о жизни той эпохи. Печь в Варварином покое, так же, как и в других плитковых интерьерах, декорирована изразцами русской работы.
На глянцево-эмалевую поверхность плитки художник наносил общеизвестные, преимущественно библейские, сюжеты. Варвара Михайловна, читая или рассказывая что-то воспитанникам, могла проиллюстрировать свои слова, указав на соответствующий рисунок.

### Ореховый кабинет. Плафонная живопись, неоднозначное авторство

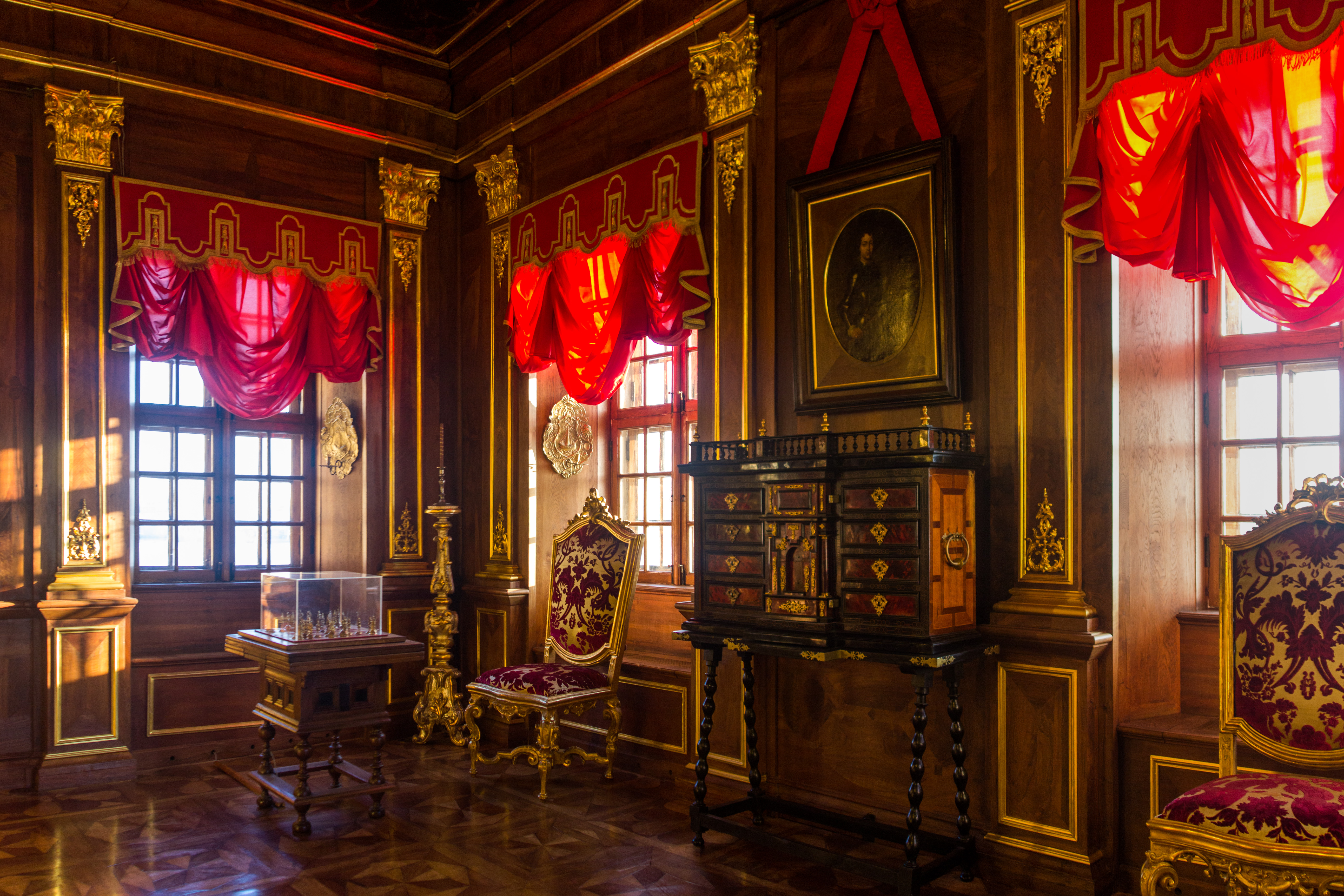
Убранство Орехового кабинета

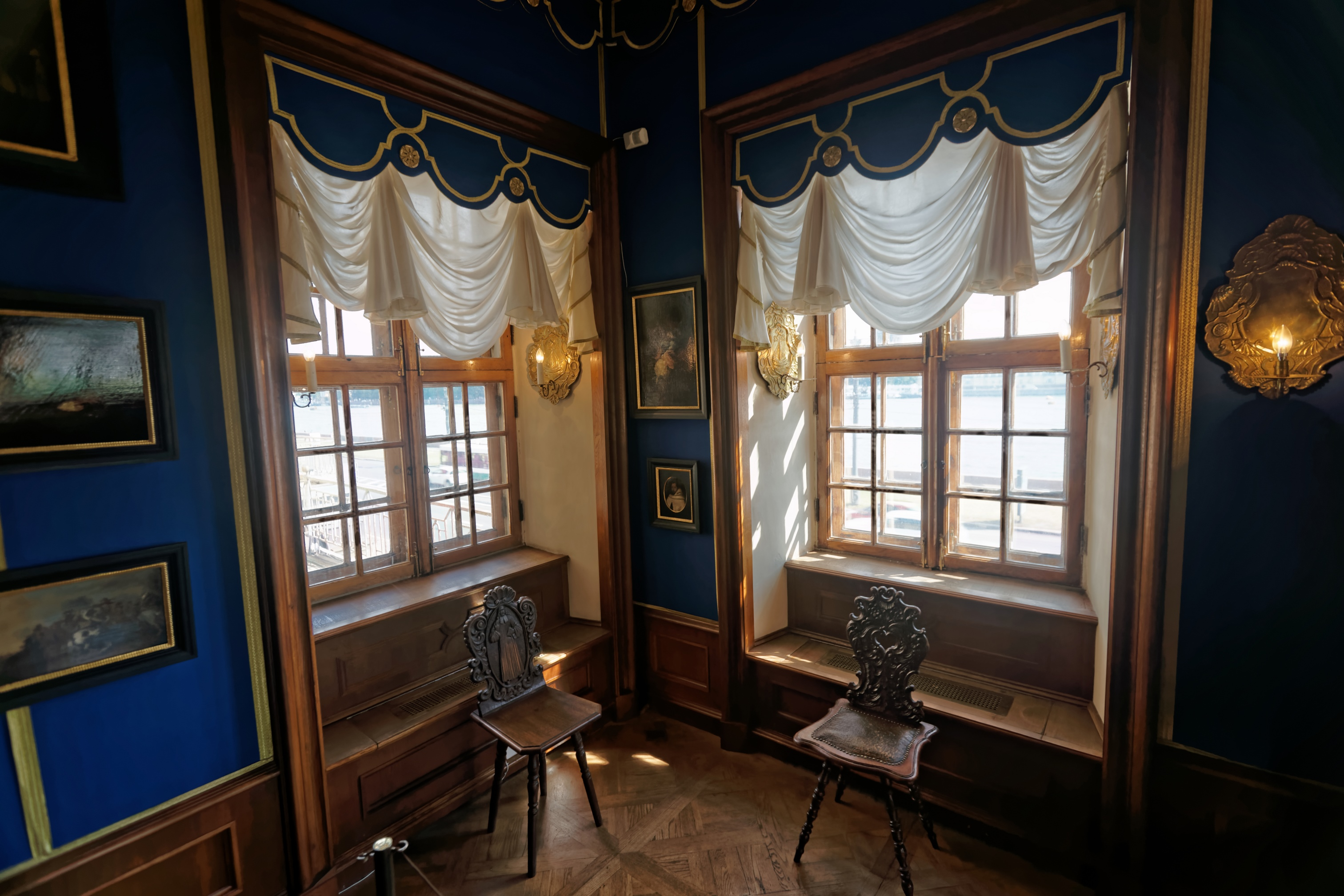
Кабинет с живописью

Ореховый кабинет — просторная светлая комната, украшенная наборными панно из орехового дерева, разделенными золочёными пилястрами коринфского ордера. В этом помещении дворца Меншиков проводил много времени — здесь он работал, проводил переговоры, принимал гостей и отдыхал.
С этой комнатой связана проблема росписей петровского времени. Плафон Ореховой комнаты расписывали несколько раз. Первый и второй слои — темперно-масляная техника по штукатурке и гризайль, тоновая живопись.
Самый ранний относят к 1711—1712 году. В центре композиции, на фоне чёрного с багровыми засветами неба — подобная Марсу фигура воина. В его лице можно усмотреть черты императора Петра. Держа в одной руке щит, воин победно замахивается мечом, окруженный атрибутами сражения: ядра, пушки, полковые знамёна, барабан, трубы, пороховые бочки. Все это создает скорее былинный, нежели мифологический, ореол, исполненный воинской романтики. Автор росписи неизвестен.
Патетика произведения заставляет искать истоки образа в древнерусском искусстве: бога Марса представляли агрессивным, а лицо воина выглядит усталым. Несмотря на римскую божественную «униформу», изображение воина сравнимо с архангелом Михаилом в настенных росписях Смоленского собора Новодевичьего монастыря в Москве и в Успенском соборе Троице-Сергиевой лавры
Второй слой плафонной росписи, как и первый, исполнен в ярких крикливых красках: красный, жёлтый, голубой. Крупный орнамент из цветочных гирлянд, амуров и лихо закрученных вензелей датируют 1715—1716 годом. Архивные документы называют те же имена художников, что и в первом случае: Адольские, А. Захаров. Но автор росписи, руководитель работ неизвестен.
Третий, постоянный слой был создан Филиппом Пильманом ближе к концу правления Петра, большинство источников называют 1717—1718 годы. Это классическая орнаментальная роспись, выполненная лионским художником-декоратором в n-ном поколении. Цвета становятся благороднее: кораллово-красный, оливковый тёмно-зелёный, а мотивы — геометрически выверенными. Ныне плафон, расписанный Пильманом, хранится в Эрмитаже. В настоящее время на потолке Ореховой комнаты можно видеть фрагменты живописи на подрамнике авторства Пильмана, и роспись «наподобие» на самом плафоне времен реставрации 1960-х годов.
Симметричное Ореховой комнате помещение, расположенное в западной части дворца (Кабинет с живописью), не сохранило своей первоначальной отделки. Поэтому было решено в этой комнате восстановить первый интерьер Ореховой (до 1717). Стены комнаты обтянуты синим сукном, воссоздана ранняя роспись плафона с фигурой Марса. В основу восстановленной живописи легли фиксационные копии первой росписи плафона Ореховой, выполненные художником Я. А. Казаковым в 1970-х годах, а также натурные исследования 1990-х.

### Библиографические отсылки
Внизу по центру композиции (см. Плафонная живопись Орехового кабинета) находится одна конкретная историческая деталь, Книга Марсова: собрание гравюр и реляций, посвященных операциям русских войск против шведов во время Северной войны. Она печаталась в Санкт-Петербургской типографии с 1712 по 1716 годы с постоянными изменениями: добавлялись новые изображения и сведения, часть листов, наоборот, изымалась. Время создания первичной росписи совпадает с периодом, когда Петр задумывал издание Книги Марсовой. Поэтому изображение можно считать «анонсом» будущей энциклопедии сражений.
Черно-багровый овал с фигурой воина окружен эмблемами и слоганами («Согласие приносит победу», «Где правда и вера, тут и сила прибуде»), которые содержат в себе ещё одну важную библиографическую отсылку.
Научно-просветительские, философские девизы — неотъемлемая часть громкоголосой петровской эпохи. Русские мастера живописи и архитектуры черпали их в том числе из книги «Символы и эмблемата» — это сборник эмблем и миниатюр с афористичными подписями на разных языках, специально изданный Петром в Амстердаме.

### Лестница
С первого на второй этаж в основные покои дворца ведёт парадная лестница в два марша, она сохранилась с 1716—1720 годов. Площадка верхних сеней отделена от лестницы рядом коринфских колонн, соединённых арками. Верхние сени декорированы живописью с архитектурными мотивами, где повторяется лестничная аркада. Роспись стен имитирует облицовку мрамором. Филенки под окнами первоначально были расписаны гризайлью, однако оригинальная живопись практически не сохранилась. Ступени лестницы, выполненные из морёного дуба, стёрты ногами с обеих сторон: в пору ремонтных работ, проводившихся в Кадетском корпусе, их не стали менять, а просто перевернули другой стороной.